# Fatma Turgut
 (juin 2024).
Fatma Turgut (née le 2 janvier 1984 à Aydın) est une auteure-compositrice-interprète turque.

## Biographie
Ses parents sont enseignants. Elle fait ses études primaires à l'école primaire Atatürk et ses études secondaires au lycée anatolien Hilmi Fırat à Söke. L'un de ses premiers concerts est le groupe Yeni Türkü en 1996. Elle monte sur scène pour la première fois à 13 ans.
En 2003, elle entre au département de guitare classique de l'université du 9-Septembre. Elle en est diplômée en 2010. Au cours de ses études, elle a l'occasion de travailler dans des domaines tels que le chœur polyphonique, le chant, l'harmonie de la musique turque et l'harmonie de la musique occidentale. Parallèlement, elle est sur scène avec divers groupes de rock amateurs. Entre 2005 et 2008, elle travaille comme professeur de guitare classique et de chorale dans une école de musique privée à Izmir.
En 2007, elle rejoint le groupe de rock A Due Carmen, qui deviendra plus tard Model. Le groupe sort trois albums : Perili Sirk (2009), Diğer Masallar (2011) et Levlâ'nın Hikâyesi (2013). Les chansons Buzdan Şato et Değmesin Ellerim de l'album Diğer Masallar lui donnent l'occasion de travailler avec Sertab Erener et Demir Demirkan. Durant ces années, elle chante également de nombreux jingles et musiques commerciales avec le groupe Model.
Le 28 décembre 2016, elle annonce sur Twitter qu'elle quitte le groupe Model. Turgut sort son premier album solo, Elimde Dünya, en 2019.

## Discographie
Album
- Elimde Dünya (2019)

Singles
- Bensiz Bir Sen (feat. You May Kiss the Bride) (2016)
- İlkbaharda Kıyamet (2016)
- Yıllar Sonra (Biz Size Döneriz Soundtrack 2017)
- Aşk Tadında (2018)
- Efsaneyiz (avec Ferman Akgül) (2018)
- Hayat Böyle (avec Keti) (2018)
- Bir Varmış Bir Yokmuş (2019)
- Yangın Yeri (avec Can Baydar) (2019)
- Dünya Tek Biz İkimiz [Rap Versiyon] (feat. Ayben) (2020)
- Ben Vardım (2021)
- Dünyalar Senin Olsun (2021)
- Aramızda Uçurumlar (avec Suat Suna) (2021)
- İkimizden Biri (2022)
- Kalbe Zarar (avec Cakal) (2022)
- Bensiz (avec Cem Adrian) (2023)